# Jan Buchvaldek
Jan Buchvaldek (23. září 1903 Slezská Ostrava – 2. dubna 1983 Ostrava) byl český a československý politik Komunistické strany Československa, poválečný poslanec Ústavodárného Národního shromáždění a Národního shromáždění ČSR a předseda Městského národního výboru Ostravy.

## Biografie
Pocházel z početné hornické rodiny, kde byl nejmladším ze sedmi dětí. Jeho otec zemřel, když mu byly čtyři roky. V roce 1919 začal pracovat na Jámě Ema. Již o rok později se stal členem Dělnické tělovýchovné jednoty. Patřil k zakládajícím členům slezskoostravského Komsomolu. Od roku 1927 byl členem KSČ. V roce 1932 přišel o zaměstnání a spolu s dalšími ostravskými komunisty odjel do Sovětského svazu. V únoru 1936 se oženil. Za druhé světové války získal místo u závodní dráhy ve Vítkovických železárnách. V září 1942 byl zatčen a uvězněn. Propuštěn byl v únoru 1944.[zdroj?]
Po osvobození se zaměřil na odborovou práci mezi horníky. Ta odstartovala i jeho úspěšnou politickou kariéru. V parlamentních volbách v roce 1946 byl zvolen poslancem Ústavodárného Národního shromáždění za KSČ. V parlamentu setrval do konce funkčního období, tedy do voleb do Národního shromáždění roku 1948, v nichž byl zvolen do Národního shromáždění za KSČ ve volebním kraji Ostrava. Zasedal tu až do voleb do Národního shromáždění roku 1954.
Během únorového převratu v roce 1948 se účastnil sjezdu závodních rad v Praze. V listopadu 1951 se stal místopředsedou Krajského národního výboru v Ostravě. V této funkci byl potvrzen i v roce 1954, kdy do Národního shromáždění jako poslanec již nekandidoval.
V červnu 1960 se stal předsedou Městského národního výboru v Ostravě. Mezi jeho první úkoly ve funkci bylo provedení územněsprávních změn a rozšíření pravomocí národních výborů. Ostrava se v té době potýkala s mnoha problémy souvisejícími s jejím překotným průmyslovým rozvojem. Za čtyři nejhorší byly označeny špína, prach, nedostatek zeleně a nedostatečné osvětlení. Započala sanace ulic Kostelní a Pivovarská, tzv. estetizaci se nevyhnulo ani náměstí Lidových milicí (dnešní Masarykovo náměstí), kde byl odstraněn morový sloup, zrušena kašna a postavena socha milicionáře. Pokračovala výstavba sídlišť v Porubě a Ostravě-Jihu. Postaven byl výstavní areál Černá louka.
Jeho první funkční období bylo také posledním, neboť v dalších volbách nebyl na funkci předsedy MěNV navržen. Stal se nicméně členem rady města, kde mu byla svěřena komise pro veřejný pořádek. V letech 1968–1969 se spolu s dalšími zakládajícími členy strany podílel na stranických čistkách. Za jeho zásluhy mu byl mj. udělen Řád 25. února, Řád Vítězného února, Řád Rudého praporu a Řád práce. V roce 1970 obdržel také Cenu města Ostravy. Zemřel v dubnu 1983.